# Djura församling
Djura församling är en församling i Leksands pastorat i Falu-Nedansiljans kontrakt i Västerås stift. Församlingen ligger i Leksands kommun i Dalarnas län.

## Administrativ historik
Församlingen bildades omkring 1640 genom en utbrytning ur Leksands församling som kapellförsamling för att 9 augusti 1923 bli annexförsamling. Församlingen har ingått och ingår i Leksands pastorat.

## Kyrkor
- Djura kyrka

## Om området som församlingen omfattar
Djura församling ligger i södra delen av Leksands kommun. Församlingsområdet sträcker sig från Flosjön (196 m ö.h.) i sydväst till Fallberget i norr. Området avgränsas i öster av Österdalälven, i vars mittfåra gränsen till Åls församling och Gagnefs församling går. I sydost-söder gränsar församlingen till Gagnefs församling och i sydväst till Floda församling, båda nyss nämnda i Gagnefs kommun. I väster och i norr avgränsas församlingen av Leksands församling.
Församlingen har odlingsbygd kring kyrkbyn Djura. I söder och väster har området skogsbygd.
Församlingens större byar, förutom Djura, är Söder Rälta, Gråda, Brändan och Fors.
1926 hade Djura församling 1 167 invånare.
1539 skrevs i Diurö, Dijura. Detta åsyftar en å, den nuvarande Djurån. Namnet har bildats till ordet "djur" och betyder "ån vid vilken det finns mycket högvilt".

## Befolkningsutveckling
| Befolkningsutvecklingen i Djura församling 1860–2020                                                                                              | Befolkningsutvecklingen i Djura församling 1860–2020 | Befolkningsutvecklingen i Djura församling 1860–2020 | Befolkningsutvecklingen i Djura församling 1860–2020 | Befolkningsutvecklingen i Djura församling 1860–2020 |
| --- | ---------------------------------------------------- | ---------------------------------------------------- | ---------------------------------------------------- | ---------------------------------------------------- |
| |                                                      |                                                      |                                                      |                                                      |
| År |                                                      |                                                      | Folkmängd                                            |                                                      |
| 1860 | 1860                                                 |                                                      | 1 065                                                |                                                      |
| 1870 | 1870                                                 |                                                      | 1 198                                                |                                                      |
| 1880 | 1880                                                 |                                                      | 1 271                                                |                                                      |
| 1890 | 1890                                                 |                                                      | 1 273                                                |                                                      |
| 1900 | 1900                                                 |                                                      | 1 221                                                |                                                      |
| 1910 | 1910                                                 |                                                      | 1 190                                                |                                                      |
| 1920 | 1920                                                 |                                                      | 1 199                                                |                                                      |
| 1930 | 1930                                                 |                                                      | 1 088                                                |                                                      |
| 1940 | 1940                                                 |                                                      | 1 005                                                |                                                      |
| 1950 | 1950                                                 |                                                      | 1 081                                                |                                                      |
| 1960 | 1960                                                 |                                                      | 866                                                  |                                                      |
| 1970 | 1970                                                 |                                                      | 725                                                  |                                                      |
| 1980 | 1980                                                 |                                                      | 739                                                  |                                                      |
| 1990 | 1990                                                 |                                                      | 759                                                  |                                                      |
| 2010 | 2010                                                 |                                                      | 654                                                  |                                                      |
| 2020 | 2020                                                 |                                                      | 649                                                  |                                                      |
| Anm: Källor: Demografiska databasen, CEDAR, Umeå universitet, Folkmängden per distrikt, landskap, landsdel eller riket efter kön. År 2015 - 2022. |                                                      |                                                      |                                                      |                                                      |